# Lidija Jewgenjewna Rasskowskaja
Lidija Jewgenjewna Rasskowskaja (russisch Лидия Евгеньевна Расковская; englische Schreibweise Lidiia Rasskovskaia; * 21. Juli 2004) ist eine russische Tennisspielerin.

## Karriere
Rasskowskaja bevorzugt Hartplätze und spielt bislang vor allem bei Turnieren der ITF Women’s World Tennis Tour, wo sie bisher einen Titel im Doppel gewinnen konnte.

## Turniersiege

### Doppel
| Nr. | Datum             | Turnier | Kategorie | Belag | Partnerin           | Finalgegnerinnen                      | Ergebnis          |
| --- | ----------------- | ------- | --------- | ----- | ------------------- | ------------------------------------- | ----------------- |
| 1.  | 25. November 2023 | Antalya | ITF W15   | Sand  | Alexandra Pospelowa | Iulia Andreea Ionescu Anastasia Safta | 6:73, 6:4, [10:1] |